# Quality Cafe (restaurant)
Pour les articles homonymes, voir Quality Cafe.
Le Quality Cafe (également connu comme le Quality Diner) est un restaurant (diner) aujourd'hui fermé, situé au 1236 West 7th Street à Los Angeles, dans le quartier d'affaire Downtown Los Angeles, en Californie. 

## Lieu de tournage
Le restaurant, qui a cessé d'être utilisé comme tel en 2006, apparaît dans de nombreuses productions hollywoodiennes, : 
- Training Day
- Old School
- (500) jours ensemble
- Se7en
- Ghost World
- Retour à la fac
- 60 secondes chrono
- Le Beau-père (The Stepfather)
- Mr. et Mrs. Smith
- Arrête-moi si tu peux
- Million Dollar Baby
- Sex and Death 101
- The Midnight Meat Train
- What's Love Got to Do with It
- Street Dancers
- Coyote Girls
- Dance Battle: Honey 2
- Les Femmes de ses rêves
- The Roommate

On le voit également dans la première saison de la série Mad Men, dans l'épisode 5G ; dans la saison 1 de Les Experts : Manhattan ; et dans les épisodes 2-13 (2010) et 5-24 (2013) de la série Castle.